# Francisco Javier Pulgar (paroisse civile)
Francisco Javier Pulgar est l'une des quatre paroisses civiles de la municipalité de Francisco Javier Pulgar dans l'État de Zulia au Venezuela. Sa capitale est Los Naranjos.